# Rhizophora mucronata

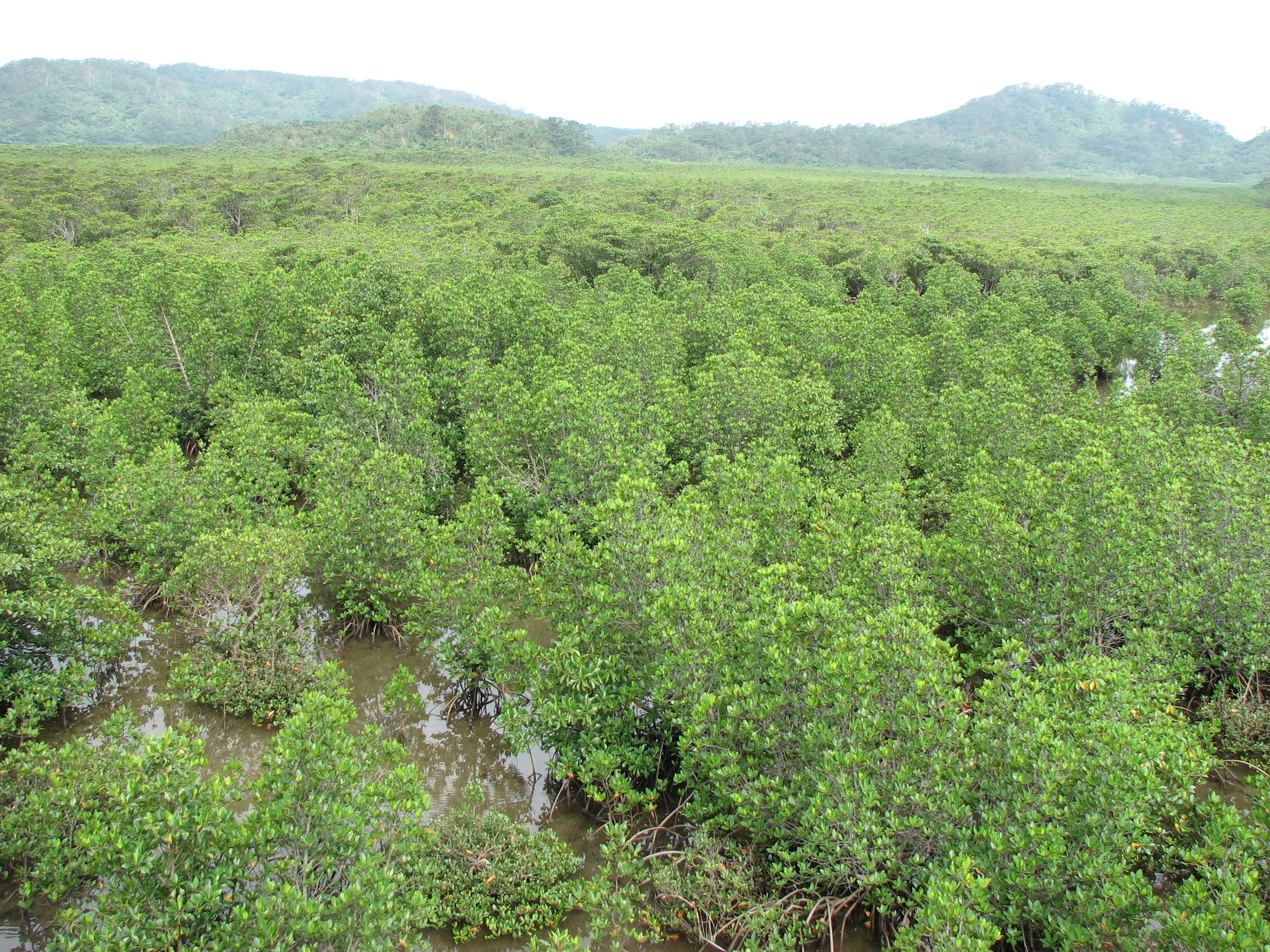
Porost za přílivu

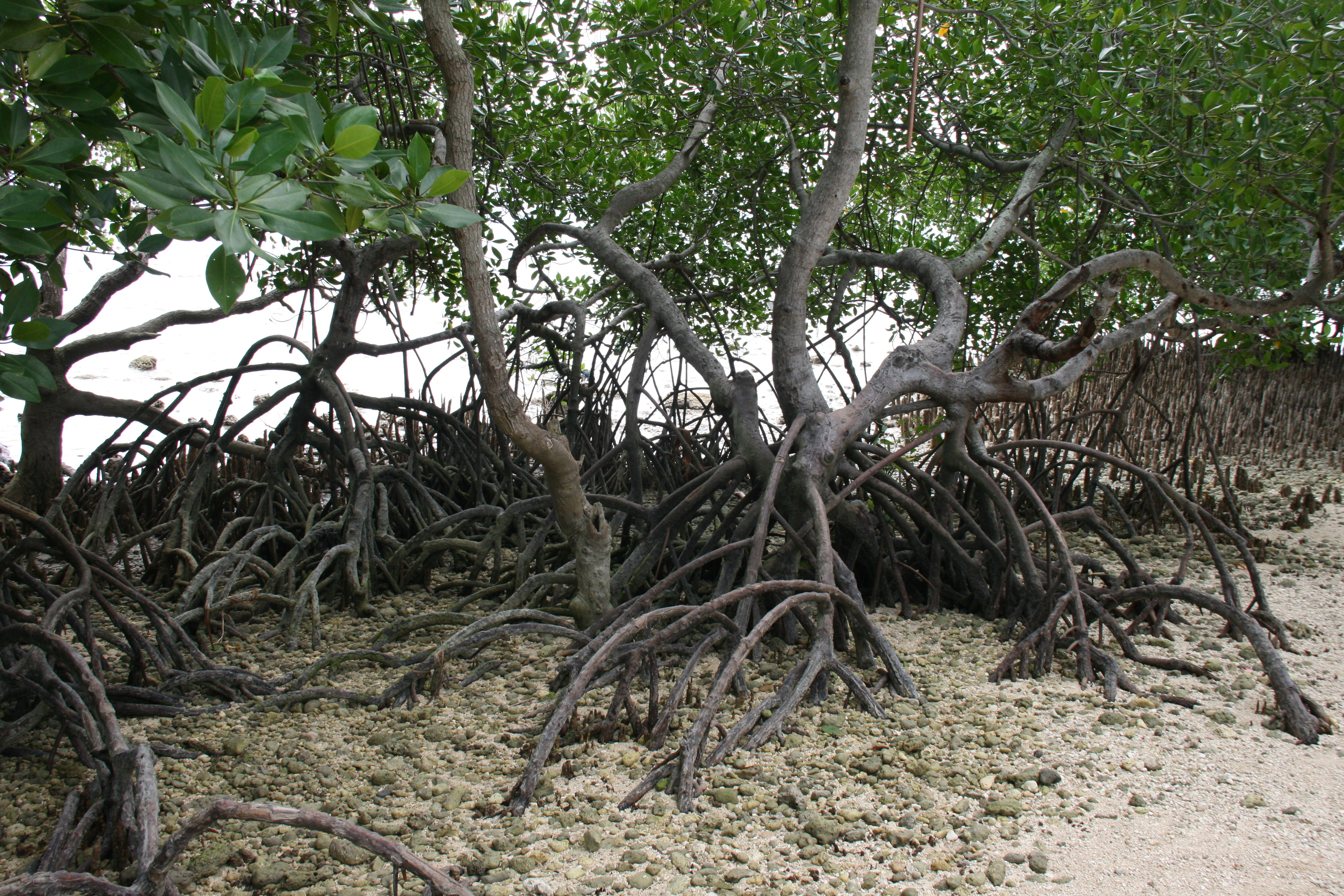
Vzdušné kořeny při odlivu

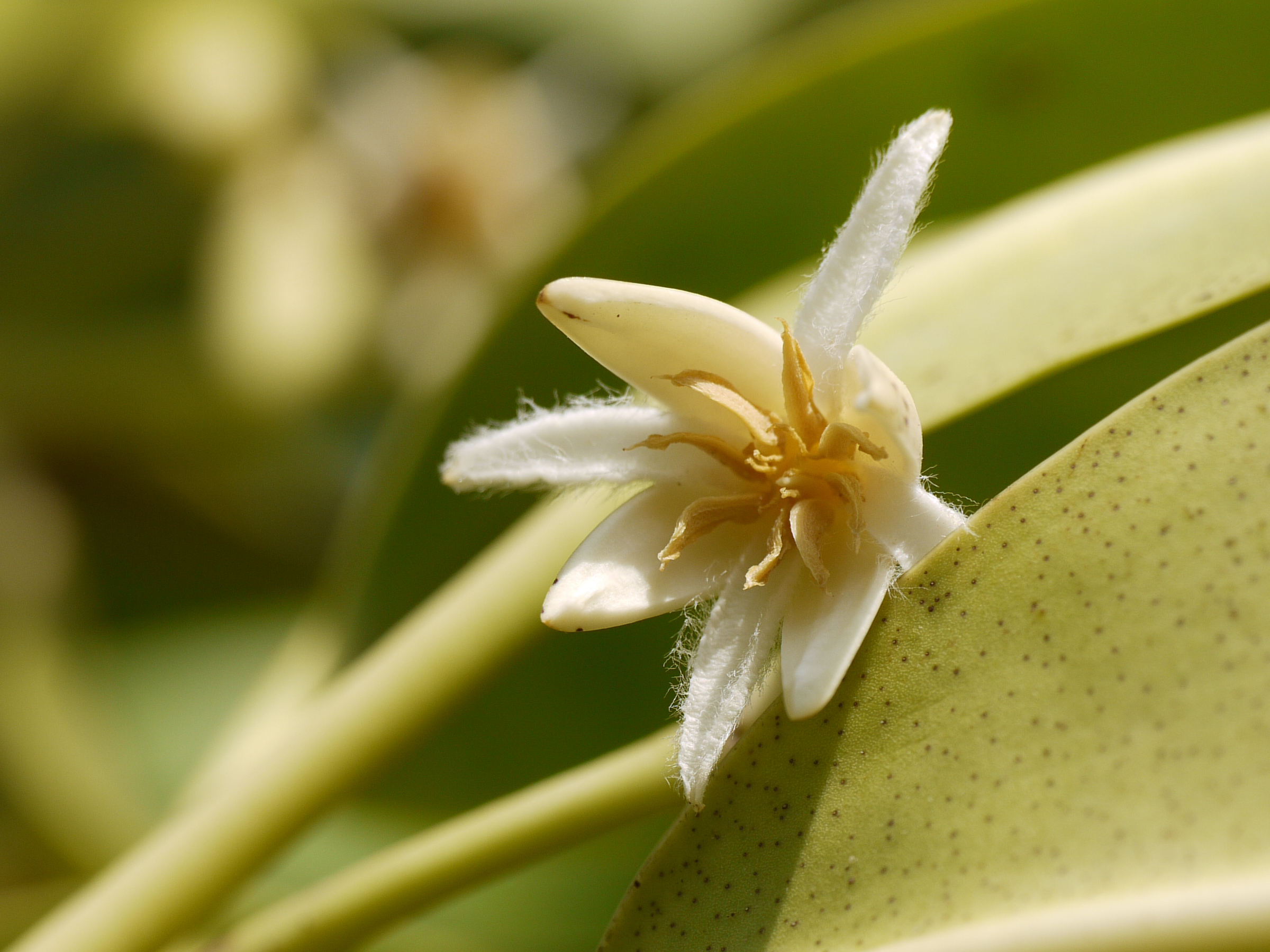
Čerstvě rozkvetlý čtyřčetný květ

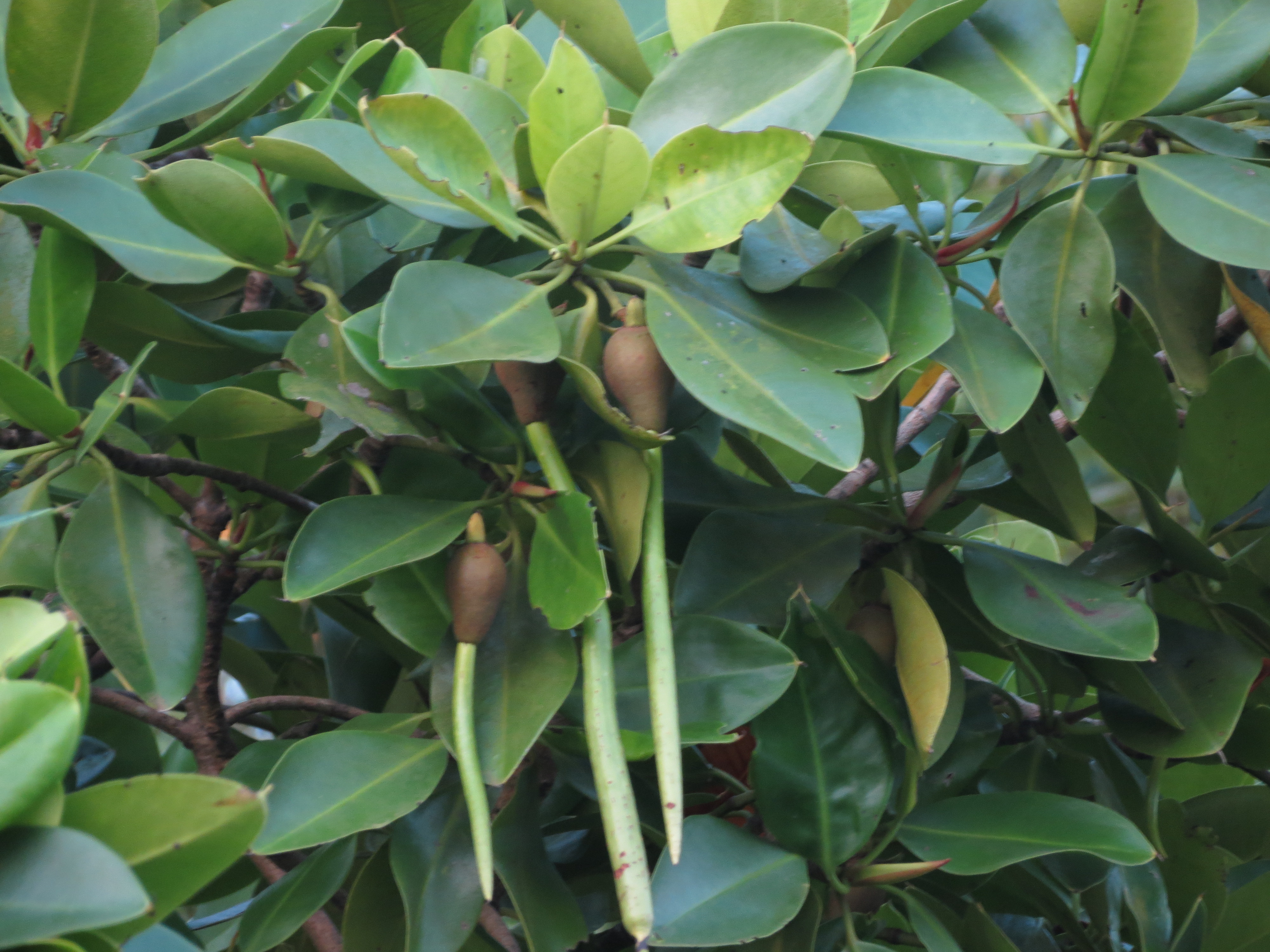
Plody s hypokotyly

Rhizophora mucronata je jednou z dominantních dřevin mangrovové vegetace, která roste po okraji mořského pobřeží a chrání ho vůči vodní erozi. Je to listnatý, neopadavý strom, jeden z téměř deseti druhů rodu kořenovník, jenž bývá v dospělosti vysoký 5 až 20 m. V mangrovových porostech tvoří na bahnitých půdách k moři přivrácené pobřeží lemy a při odlivu je nápadný podpěrnými kořeny, které mu pomáhají odolávat i silnému proudu vody. Je spolu s kolíkovníkem mořským jednou z nejodolnějších dřevin mangrovů.

## Rozšíření
Původní areál výskytu tohoto druhu se rozkládá od Rudého moře podél východního afrického pobřeží až k mysu Dobré naděje, neroste však na Madagaskaru. Dále je původní druh v Perském zálivu a podél břehů Indického subkontinentu, na pobřeží Indočíny, Indonésie, Filipín, Nové Guineje až po břehy severovýchodní Austrálie. Zasahuje i do jižní oblasti Číny ve Žlutém moři a okolí Tchaj-wanu, stejně jako i na některé ostrovy v západním Pacifiku.

## Ekologie
Rhizophora mucronata je rostlina slaných i brakických vod, roste na březích v měkkém bahně. Je adaptována na prostředí s vysokou salinitou i denním režimem přílivu a odlivu. Její stanoviště jsou při přílivu zaplavována slanou vodou a při odlivu je obnažována spleť četných nápadných, obloukovitých, vzdušných kořenů. Hodnota pH půdy se tam pohybuje v toleranci od 6 po 8,5.
Dřevina vyžaduje slunnou polohu a přitom preferuje deštivá stanoviště, která mívají roční srážky od 1500 po 2500 mm, dobře snáší i rozmezí 1000 až 3000 mm. Nejlépe roste v oblastech, kde se denní teploty pohybují od 20 do 28 °C, ale může přežít i při rozsahu 15 až 32 °C. Je pionýrskou dřevinou, která v mangrovových porostech roste na vnějších, mořských okrajích v bahnitých sedimentech a sama se šíří na další místa. Patří k nejodolnějším druhům stromových mangrovů v oblastech Indického a Tichého oceánu. Za optimum pro její zdárný růst je považována slanost vody v rozsahu od 8 po 33 ‰, snese však až 40 ‰.
Strom roste i za příznivých podmínek poměrně pomalu, jeho kmen dosáhne tloušťky 20 cm asi za 35 let. Kvetení nemají synchronizováno, květy se objevují v průběhu téměř celého roku. Jsou opylovány létajícím hmyzem, kterýmu poskytují nektar i pyl. Rhizophora mucronata má počet chromozomů 2n = 36.

## Popis
Stálezelený strom dorůstající do výšky 5 až 25 m, je většinou spíše nižší, kmen mívá tlustý obvykle do 50 cm a bývá podepřen četnými chůdovitými kořeny. Ty mu zajišťují stabilitu v nepevném podkladu i při bouřlivém vlnobití, kořeny částečně slouží i jako dýchací, jímají vzdušný kyslík, kterého je v bahnité půdě nedostatek. Ze spodních větví dále vyrůstají speciální klenuté, dýchací kořeny. Dřevina má kůru červenavě hnědou, tmavohnědou až černou, v mládí hladkou a později s trhlinami. Stromové větve jsou tlusté, křehké, světle šedé, s viditelnými jizvami po opadaných listech i palistech.
Listy s řapíky dlouhými 2 až 5 cm vyrůstají na větvích vstřícně, jejich silně kožovité čepele jsou celistvé, eliptické až podlouhlé, bývají dlouhé 8 až 15 cm a široké od 5 po 10 cm, někdy jsou po obvodě podvinuté. U báze jsou klínovité, na vrcholu náhle zúžené s krátkou nasazenou špičkou, na lícní straně živě zelené a na rubové obvykle černě tečkované, slabě vystouplou žilnatinu mají zpeřenou. Palisty jsou kopinaté, červenavé, velké 5 až 8 cm a brzy opadavé.
Květy jsou asi 1,5 cm velké, krémové, voňavé a rostou na stopkách dlouhých 6 mm. Jsou oboupohlavné, čtyřčetné a vyrůstají po třech až dvanácti v krátkých úžlabních květenstvích vrcholících. Květ má vytrvalý, hluboce laločnatý, kožovitý, žlutozelený kalich s kopinatými, asi 15 mm dlouhými lístky a dále krémově zbarvenou korunu tvořenou 10 mm dlouhými, vykrojenými, brzy opadavými lístky.
V květu se zvonkovitou češulí vyrůstá ve dvou kruzích osm volných tyčinek, čtyři u báze kališních a čtyři u korunních lístků, jejich krátké hnědé nitky nesou asi 6 mm prašníky s pylem. Dvoupouzdrý spodní semeník má v každém pouzdře po dvou vajíčkách, asi 1 mm čnělka je zakončená dvojlaločnou bliznou.
Plody jsou živorodé kožovité bobule. Mají obvejčitý tvar, jsou převislé, zpočátku zelené a později hnědé, bývají velké 5 až 7×2,5 až 3,5 cm a mají korunku krátkých kališních lístků. Jsou jednopouzdré, jednosemenné, pukavé a ještě na stromě klíčí. Rašící válcovitý hypokotyl bývá dlouhý až 40 cm a tlustý okolo 2 cm.

## Rozmnožování
Pro rod kořenovník je charakteristický vývoj živorodého semene, které začne klíčit již v době, kdy plod ještě visí na stromě. Z plodu začne nejdříve rašit zelený hypokotyl doutníkovitého tvaru s drsným povrchem, který ještě v koruně roste až do délky 40 cm. Po dozrání spadne plod, vlastně již sazenice (propagule), pod strom do bahna, kde rychle zapouští kořínky a začíná růst. Prvotní kořen po uchycení semenáče v půdě dále neroste a jeho funkci přebírají vyvíjející se kořeny postranní. Sazenice, které odplavil odliv dřív, než se stačily uchytit, driftují s vodou a jsou někdy vyplaveny na břeh na vzdáleném místě. Udržují si životnost po několik měsíců, během kterých jsou unášeny mořským proudem. Zakořeněné semenáče často sežerou krabi.
Mimo pohlavního rozmnožování semeny se kořenovníky po svém stanovišti rozšiřují i vegetativně, při kterém se nové rostliny vytvářejí z kořenových odboček starších jedinců. Pěstují se také na plantážích, kde mohou za dobrých podmínek vyrůst během sedmi let až do výše 6 m.

## Využití
Dřevo kořenovníků je tvrdé, těžké, odolné mořské vodě a nenapadá ho ani šášeň lodní. Projevuje však při vysoušení velkou smrštivost a je používáno pouze jako stavební materiál na vodní stavby a drobná obydlí. Má na řezu krásné stříbrné zrno a jádro je tmavě oranžovo-červené, jeho využívání jako řeziva je omezeno malými rozměry kmenů a uvedenou smrštivostí. Z dřeva se dělá štěpka, která se využívá k výrobě buničiny.
Listy jsou zdrojem černého nebo kaštanového barviva na látky. Popel ze spálené kůry obsahuje až 18 % vápna a je vhodný pro zúrodnění kyselé půdy. Ze dřeva se vyrábí žádané výhřevné dřevěné uhlí, které dlouho hoří a nejiskří. Plody se v době nedostatku potravy konzumují. K jídlu se připraví tak, že se nejdříve povaří a pak upečou v popelu, tak se odstraní jejich hořká chuť.
Porosty mangrovů byly ledaskde v minulosti vyklučeny v boji proti komárům, ale dnes jsou často znovu rekonstruovány, protože chrání pobřežní linie vůči mořské erozi. Při umělém rozmnožování se propagule sázejí do bahnité půdy asi jednou třetinou délky. Obvykle pouze sazenice, které byly před výsadbou několik dní vysušené ve stínu, se vyhnou sežrání kraby. Zakořeněné jsou během tří týdnů a za deset měsíců vyrostou do výšky 100 až 125 cm.
Rhizophora mucronata je preferovaným druhem při obnově zničených mangrovů. I když pozvolna ubývá celkových ploch zachovalých mangrovů a uvedený druh má klesající trend výskytu, je mezinárodní organizací UICN zařazen mezi málo dotčené taxony (LC).